# PLM 161 AE 1
Die Elektrolokomotive 161 AE der Compagnie du chemin de fer Paris-Lyon-Méditerranée, später 1ABBA1 3500 der SNCF, war eine Schnellzuglokomotive für 1500 V Gleichstrom. Die Lokomotiven waren dem Depot Chambéry zugeteilt und wurden auf der Nordrampe der Mont-Cenis-Bahn eingesetzt, bevor sie 1967 ausrangiert wurde.

## Geschichte
Die Lokomotiven wurden 1925 für den Versuchsbetrieb auf der Maurienne-Strecke geliefert. Sie war das Baumuster für die nachfolgende Serie von zehn Lokomotiven der Baureihe 161 BE. Im Gegensatz zu den Serienlokomotiven, die für den Güterverkehr vorgesehen waren, wies die 161 AE eine Übersetzung auf, die eine Höchstgeschwindigkeit von 110 km/h zuließ. Weiter waren die Zahnräder des Antriebes bei der 161 AE gefedert ausgeführt. Die von der Société d’étude pour l’électrification des Chemins de Fer (ECF) entwickelte Lokomotive ähnelte stark den zur gleichen Zeit in Nordamerika gebauten Boxcab-Lokomotiven.

## Technik

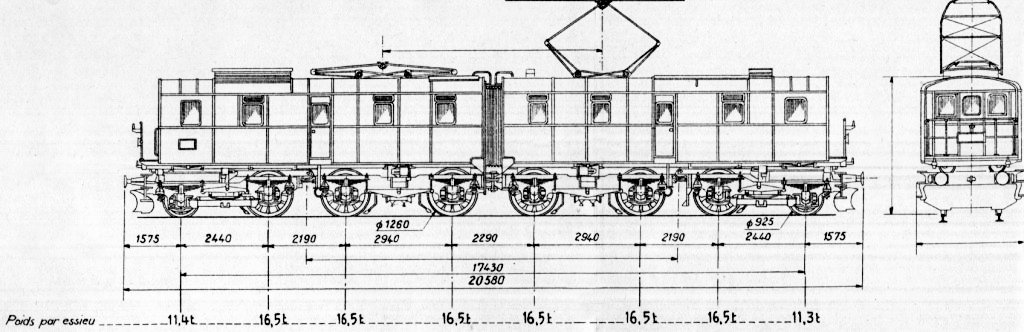
Typenskizze

Die beiden Hälften der Doppellokomotive liegen auf zwei miteinander kurzgekuppelten Drehgestellen, so dass die Lokomotivkasten keine Zug- und Druckkräfte aufnehmen. Die beiden inneren Drehgestelle haben zwei Treibachsen, die äußeren haben eine Treibachse und eine Laufachse mit kleinerem Durchmesser. Der Antrieb erfolgt über Tatzlager-Motoren. Die Anfahrwiderstände werden über einzelne elektro-pneumatische Schütze gesteuert, die Gruppierung der Motoren über Nockenschaltwerke.